# 福勒索德
福勒索德是德国下萨克森州的一个市镇。总面积46.37平方公里，总人口3030人，其中男性1539人，女性1491人（2011年12月31日），人口密度65人/平方公里。